# Axel Nordemann
Axel Nordemann (* 12. März 1963 in Berlin) ist ein deutscher Rechtsanwalt und Honorarprofessor für Urheberrecht an der Universität Konstanz.

## Biographie
Axel Nordemann studierte Jura in Göttingen und München. Während des Studiums wurde er wie sein Vater Mitglied des heutigen Corps Frisia Göttingen. Er promovierte 1991 in Frankfurt am Main und war von 1989 bis 1993 als wissenschaftlicher Mitarbeiter am Max-Planck-Institut für ausländisches und internationales Patent-, Urheber- und Wettbewerbsrecht in München tätig. Von 1993 bis 2019 arbeitet er als Rechtsanwalt und Partner der Kanzlei Boehmert & Boehmert. Seit Januar 2020 ist Axel Nordemann nach Abspaltung seines Kanzleiteiles Partner bei Nordemann Czychowski & Partner Rechtsanwältinnen und Rechtsanwälte mbB in Berlin und Potsdam. Seine Kanzlei ist spezialisiert auf das Recht des geistigen Eigentums.
Axel Nordemann entstammt einer Juristenfamilie. Sein Vater Wilhelm Nordemann war ein bekannter deutscher Urheberrechtler. Sein Bruder Jan Bernd und seine Schwester Anke Nordemann-Schiffel sind in derselben Kanzlei tätig und werden ebenfalls zu den namhaften Juristen im Bereich des geistigen Eigentums gezählt.

## Berufliche Tätigkeit
Die Spezialbereiche von Axel Nordemann als Rechtsanwalt sind Markenrecht, Wettbewerbsrecht und Urheberrecht. Axel Nordemann ist Mitglied des Fachausschusses für Wettbewerbs- und Markenrecht der Deutschen Vereinigung für gewerblichen Rechtsschutz und Urheberrecht e.V. (GRUR). Außerdem war er Vorsitzender und Mitglied verschiedener internationaler Committees der International Trademark Association (INTA), u. a. Vorsitzender des Copyright Committee; im Bereich Urheberrecht war er Mitglied des Board of Trustees der Copyright Society of the USA (CSUSA). Best Lawyers International 2019 zählt ihn zu den wichtigsten Anwälten in Deutschland im Bereich Intellectual Property Law, am Standort Berlin. Best Lawyers gilt in den USA als eines der ältesten und äußerst respektierten juristischen Referenzbücher. Auch die Wirtschaftswoche bezeichnet ihn als führenden Anwalt im Urheberrecht 2019.

## Publikationen von Axel Nordemann
Zusammen mit seinem Bruder Jan Bernd und Christian Czychowski gibt er den als juristisches Standardwerk geltenden Kommentar zum deutschen Urheberrecht, „Fromm/Nordemann“, heraus. Ferner ist er Co-Autor des Standardwerkes „Nordemann, Wettbewerbsrecht – Markenrecht“. Außerdem ist er Mitherausgeber und Co-Autor des neuen Kommentars zum Wettbewerbsrecht „Götting/Nordemann“ und des Standardwerkes "Ingerl/Rohnke/Nordemann, Markengesetz". Schließlich ist er auch Co-Autor des „Hasselblatt, Münchener Anwaltshandbuch gewerblicher Rechtsschutz“ und des „Achenbach/Ransiek, Handbuch zum Wirtschaftsstrafrecht“.